# 中書監
中書監，中國古代官職。

## 沿革
三國魏始置。魏文帝改秘書令為中書監和中書令，中書監與中書令職務相等，但位次略高。魏文帝以劉放為中書監、孫資為中書令，同堂機密，詔命多出自劉放。至明帝時，中書監、中書令已成為實質上的宰相。晉朝、南北朝沿置。至隋代废监，中書監改稱內史令，置內史令两人，同为宰相，唐代废除，中书省的主官为中书令。

## 担任者
曹魏
刘放、韦诞
西晋
荀勖、华廙、和峤、张华、傅祗、孙秀、司马越、卢志、温羡、荀组、王敦
东晋
王导、庾亮、庾冰、何充、司马昱、谢安、王谧、刘裕
十六国
- 前赵：朱纪、崔懿之、刘均
- 后赵：王波、石宁
- 冉魏：卢谌、聂熊
- 前燕：宋活、封奕、皇甫真
- 后燕：阳哲
- 南燕：张华、韩范
- 前秦：贾玄硕、胡文、董荣、苻融、王猛、苻广
- 后秦：慕容凝、王周
- 北燕：申秀
- 后凉：张资、杨颖
- 西凉：李弘
- 夏：问至、斛黎文

宋
傅亮、刘义宣、刘宏、刘义恭、刘祎、刘休范、王景文、蔡兴宗、袁粲、褚渊
齐
褚渊、萧嶷、萧晃、萧铄、萧子懋、萧子良、萧鸾、徐孝嗣、谢朏、王亮
梁
王莹、谢朏、王亮、萧宏、袁昂、谢举、萧纶、王僧辩、陈霸先
陈
陈頊、王劢、徐陵、陈叔卿
北魏
穆观、卢鲁元、穆寿、穆平国、李敷、高允、冯熙、高闾、刘昶、穆罴、元勰、元愉、崔光、胡国珍、元悦、李崇、穆绍、胡祥、元恒芝、元子攸、元頊、胡僧洗、李神儁、李彧
东魏
源子恭、元弼、高澄、高洋、高浚、元晖业、陆子彰
北齐
邢劭、魏收、高湝、徐之才、和士开、唐邕、阳休之、段孝言、张景仁
西魏
元顺、乙弗绘、苏亮、元颜子、卢柔
隋（内史监）
虞庆则、杨广、杨暕、杨昭